# Camponotus ceriseipes
Camponotus ceriseipes é uma espécie de inseto do gênero Camponotus, pertencente à família Formicidae.